# Nathália Brígida
Nathália Brígida (Atibaia, 28 de fevereiro de 1993) é uma judoca brasileira.

## Carreira
Em 2015, Nathália Brígida conquistou a medalha de bronze nos Jogos Pan-Americanos de 2015 em Toronto na categoria até de 48 Kg.